# Szkalák Kálmán
Szkalák Kálmán (Budapest, 1953. január 16.) profi testépítő. Szülei 1956-ban, a forradalom leverése után Amerikába menekültek. A család Delaware államban telepedett le, a fiatal Kálmán egy testépítő klubban kapott állást.
Testfelépítése már fiatal korában is figyelemre méltó volt, ezért főnöke rábeszélésére elindult a Mr. Delaware versenyen. Ettől fogva életstílusává vált a testépítés. 1976-ban megnyerte a Mr. California versenyt. Ezután döntött úgy, hogy további néhány hetes felkészülés után indul a Mr. Americán, amit úgyszintén megnyert. Később megnyerte a Mr. Universe címet is. Kísérletet tett a testépítő szervezetek egységesítésére, de emiatt megromlott a viszonya az IFBB-vel. A versenyzéstől 1982-ben végleg visszavonult.